# 民德里 (臺中市)
民德里，是臺灣臺中市北屯區的一里，位於該區東端。

## 地理
西為大坑里，南為東山里，北邊和東邊則為新社區。是北屯區以及省轄市時期臺中市位置最東的里。

## 註腳
1. ↑  地理環境 （页面存档备份，存于），北屯區公所